# Milly Reuter
Emilie („Milly“) Reuter (* 1. Oktober 1904 in Rödelheim; † 30. April 1976 in Frankfurt am Main) war eine deutsche Leichtathletin und Olympiateilnehmerin, die in den 1920er Jahren eine erfolgreiche Diskuswerferin war. 1925, 1926 und 1928 wurde sie Deutsche Meisterin im Diskuswurf, 1933 Vizemeisterin, 1927 und 1931 erreichte sie den dritten Platz. 1925 und 1926 stellte sie vier Weltrekorde auf. Bei den Olympischen Spielen 1928 belegte sie Platz vier (35,86 m).
Sie kam zwar aus der Leichtathletik, betrieb diese Ende der 1920er Jahre aber mehr nebenbei, denn sie gehörte zu den ersten Frauen, die Golf wettkampfmäßig (und erfolgreich) betrieben.

## Weltrekorde im Einzelnen
- 32,33 m, 26. September 1925 in Frankfurt am Main, 1,5-kg-Diskus (später 1-kg-Diskus)
- 33,01 m, 13. Mai 1926 in Frankfurt am Main, inoffizieller Weltrekord
- 38,28 m (inoffiziell) und 38,38 m, 22. August 1926 in Braunschweig

Reuter gehörte dem Sportverein SC 1880 Frankfurt an. Bei einer Größe von 1,73 m hatte sie ein Wettkampfgewicht von 79 kg.